# Slovensko študentsko gibanje (1968–1972)
Slovensko študentsko gibanje v letih 1968-72 označuje obdobje, v katerem so slovenski študentje sledili množičnim globalnim protestom proti obstoječemu družbenem sistemu.

## Okoliščine
Študentsko gibanje na prelomu šestdesetih in sedemdesetih let 20. stoletja je globalni fenomen. Začelo se je leta 1968 in se istočasno odvijalo v Ameriki, Aziji in Evropi. Po različnih državah so študentje izražali različne zahteve, skupno pa jim je bilo nasprotovanje obstoječemu družbenemu sistemu (v zahodni Evropi študentje tako zavračajo kapitalizem, v vzhodni pa socializem). Študentsko gibanje v Jugoslaviji je tukaj nastopilo kot posebnost; študentje so se namreč večinoma opredeljevali  za samoupravni socializem.

## Vzroki
Študentsko gibanje v Sloveniji je bilo odziv na protislovja in konflikte v družbi šestdesetih let, ki so bili posledica gospodarske reforme iz leta 1965 in ki so se kazali tudi v izobraževalnem procesu. Gospodarska reforma je prinesla liberalizacijo gospodarstva, povzročila pa je tudi neenak gospodarski razvoj po regijah, ki je večal socialno diferenciacijo, poslabšal se je materialni položaj nekaterih skupin (ljudje v nerazvitih predelih, študentje). Univerza je morala sedaj skladno z reformo in potrebami družbenega razvoja prevzeti produktivno funkcijo (produkcija novih kadrov; tu je bila opazna prevlada družboslovnih poklicev nad tehničnimi). Od tu so izvirale potrebe po reformi univerze. Glavne zahteve študentov so bile: študij naj mogoča vsestranski razvoj mladih v (osvobojene, revolucionarne) posameznike; samoupravna demokracija – sodelovanje študentov in pedagogov pri vseh študijskih zadevah; zahteva po razvoju družbenokritične znanosti. Velik problem je bil tudi neenak dostop študentov iz različnih regij do izobraževanja (na ljubljanski univerzi so prevladovali študentje iz Ljubljane). To je bilo okvirno ozadje za nastop študentskega gibanja, ki ga lahko razdelimo v tri faze.

## 1. faza (1968,1969)
Za to obdobje so bile značilne sindikalistične zahteve študentov, ki so izhajale iz interesa študentov kot posebne družbene skupine in se še niso dotikale svetovnih družbenih problemov. V zahtevi po reformi univerze so študentje zahtevali »realizacijo samoupravne prakse« in enakopraven položaj študenta v univerzitetni samoupravi, odgovornost univerze do družbe, aktivno vlogo študenta v izobraževalnem procesu namesto tradicionalne podrejenosti učitelju,… Akcijski vrhunec prve faze (uličnih demonstracij v prvem obdobju namreč še ni bilo – študentsko gibanje je potekalo v obliki razprav na sejah, izjav, razglasov) pa predstavlja zborovanje študentov v študentskem naselju Rožna dolina 6. junija 1968, kjer so protestirali proti napovedani izpraznitvi dveh študentskih blokov za potrebe turizma in povišanju stanarine. Študentje so dosegli obljubo podpredsednika izvršnega sveta po povečanju fonda štipendij; ustanovitvi nacionalnega sklada za študiranje, ki bo prišel pod univerzitetno samoupravo, prav tako kot tudi menze in domovi; obljubljeno je bilo sodelovanje študentov v samoupravnih institucijah, … kasneje pa so študentje doživeli celo zgraditev dveh novih blokov v študentskem naselju. Na volitvah v republiško skupščino 13. aprila 1969 sta bila izvoljena dva študentska predstavnika (Tone Remc in Vojan Rus). 9. maja 1969 je začel delovati Radio Študent, ki je pomenil nove možnosti komuniciranja študentov, obveščanja javnosti ter kulturne in politične aktivnosti. Pomembna v študijskem letu 1969/70 je bila še preobrazba študentske organizacije (Zveza študentov Jugoslavije) v Skupnost študentov ljubljanskih visokošolskih zavodov.

## 2. faza (1970,1971)
Sindikalistične zahteve so sedaj prešle v kritiko svetovnih družbenih razmer; konflikti v svetovni politiki in domača vprašanja so spomladi 1970 ponovno oživili študentsko gibanje. Zahteve po reformi univerze so sedaj postale še bolj ostre (enakovredno sodelovanje študentov v univerzitetnih svetih, delovnih komisijah, na volitvah; pravičnejša selekcija; modernizacija učnega procesa). Študentsko gibanje se je osredotočilo tudi na zunanjo politiko (protest proti ameriškemu vdoru v Kambodžo 15. maja 1970, protest v podporo zamejcem 12. decembra 1970). Študijsko leto 1970/71 predstavlja vrhunec v razvoju študentskega gibanja; zanimanje študentov je obsegalo področja od reforme univerze, socialne problematike študentov, preko odziva na študentsko gibanje v Beogradu (Študentski kulturni festival in organizacija literarnega maratona) in zunanjo politiko, do nastopa študentske subkulture (komune, rock'n'roll, ...). Dva pomembna dogodka sta bila shod na Aškerčevi cesti 14. aprila 1971 (okoli 2000 študentov in dijakov je protestiralo proti nevzdržnemu hrupu, ki je prihajal s ceste) in zasedba Filozofske fakultete od 26. maja do 2. junija 1971 (povod je bil kazenski pregon proti dvema študentoma; Franetu Adamu in Milanu Jesihu).

## 3. faza (1972)
Tu se je začelo študentsko gibanje postopoma umirjati, nastopil je njega razkroj na razne (levo-radikalne) tokove (Gibanje 13. novembra, Alternativna univerza), ki pa so se obdržali le kratek čas.
Popolnoma pa se je študentsko gibanje umirilo leta 1974 z vključitvijo SŠ LVZ v Univerzitetno konferenco ZSMS.